# Stryphnodendron porcatum
Stryphnodendron porcatum är en ärtväxtart som beskrevs av D.A.Neill och Occhioni f.. Stryphnodendron porcatum ingår i släktet Stryphnodendron och familjen ärtväxter. IUCN kategoriserar arten globalt som livskraftig. Inga underarter finns listade i Catalogue of Life.